# ГЕС-ГАЕС Іп
ГЕС-ГАЕС Іп — гідроелектростанція на північному сході Іспанії, в регіоні Арагон. Входить до складу гідровузла у сточищі річки Арагон (ліва притока Ебро, яка належить до басейну Балеарського моря), що дренує південний схил Піренеїв.
Верхній резервуар станції створили на основі природного озера у верхів'ї лівої притоки Арагону Барранко-де-Іп. Зведена тут кам'яно-накидна гребля із глиняним ядром заввишки 31 метр та завдовжки 158 метрів, на яку використали 253 тис. м3 матеріалу, утримує водойму ємністю 5,3 млн м3. Її природний водозбірний басейн дуже малий (лише 7,2 км2), тому заповнення відбувається переважно під час закачування води в режимі гідроакумуляції.
Нижній резервуар об'ємом 0,59 млн м3 створений на Арагоні за допомогою контрфорсної греблі Канфранк заввишки 32 метри та завдовжки 114 метрів. На шляху від верхнього до нижнього резервуарів дериваційний тунель станції через бокове відгалуження отримує додатковий ресурс із струмка Ісеріас (права притока Барранко-де-Іп).
Машинний зал обладнано трьома турбінами типу Пелтон потужністю загальною 84 МВт, які працюють при напорі у 943 метри. Для роботи в режимі гідроакумуляції станція має насосне обладнання, що здійснює підйом води на висоту 972 метри. Воно включає допоміжні (подають воду з водосховища Канфранк) та основні (закачують її у верхній резервуар) насоси.